# Autorità europea delle assicurazioni e delle pensioni aziendali e professionali
L'Autorità europea delle assicurazioni e delle pensioni aziendali e professionali (European Insurance and Occupational Pensions Authority in inglese) è un organismo dell'Unione europea che dal 1º gennaio 2011 ha il compito di sorvegliare il mercato assicurativo europeo. A essa partecipano tutte le autorità di vigilanza assicurativa dell'Unione europea. L'Autorità sostituisce il Committee of European Insurance and Occupational Pensions Supervisors (CEIOPS) e ha sede a Francoforte.

## Storia
Durante la grande recessione alcune istituzioni finanziarie europee si sono trovate in difficoltà e hanno messo a rischio l'intera stabilità finanziaria dell'Unione europea.
Nel 2008 Il Presidente della Commissione europea, José Manuel Barroso, istituisce un gruppo indipendente di esperti guidato da Jacques de Larosière, che nel febbraio del 2009 presenta un rapporto alla Commissione europea con alcune raccomandazioni per rafforzare la sorveglianza sul sistema finanziario europeo. Le raccomandazioni del Rapporto del gruppo Larosière vengono accolte dagli organi comunitari. Il Consiglio dell'Unione europea nella riunione del 18 e 19 luglio 2009 approva la creazione di un Comitato europeo per il rischio sistemico per il monitoraggio della stabilità finanziaria a livello europeo.
Contestualmente il Consiglio approva anche l'istituzione di tre nuove autorità europee all'interno di un nuovo Sistema europeo di vigilanza finanziaria (SEVIF) (in inglese, European System of Financial Supervisors):
- L'Autorità bancaria europea (in inglese, European Banking Authority – EBA) per la vigilanza del mercato bancario;
- L'Autorità europea delle assicurazioni e delle pensioni aziendali e professionali (European Insurance and Occupational Pensions Authority - EIOPA) per la sorveglianza del mercato assicurativo;
- L'Autorità europea degli strumenti finanziari e dei mercati (European Securities and Markets Authority - ESMA) per la sorveglianza del mercato dei valori mobiliari.

## Obiettivi e missione
L'EIOPA è un'istituzione dotata di poteri statutari e di personalità giuridica.
Le responsabilità chiave dell'Autorità sono il sostegno della stabilità del sistema finanziario, la trasparenza dei mercati e prodotti finanziari nonché la tutela di contraenti, membri e beneficiari dei sistemi pensionisiti. L'EIOPA è incaricata di monitorare e individuare le tendenze, i rischi potenziali e le vulnerabilità a livello micro-prudenziale, in situazioni transfrontaliere e intersettoriali.
L'obiettivo dell'Autorità è proteggere l'interesse pubblico contribuendo alla stabilità e all'efficacia a breve, medio e lungo termine del sistema finanziario, a beneficio dell'economia dell'Unione, dei suoi cittadini e delle sue imprese. L'Autorità opera nel settore di attività delle banche, dei conglomerati finanziari, delle imprese di investimento, degli istituti di pagamento e degli istituti di moneta elettronica. 
Gli obiettivi dell'Autorità sono: 
- tutelare meglio i consumatori e ricostruire la fiducia nel sistema finanziario.
- garantire un elevato, efficace e coerente livello di regolamentazione e vigilanza che tenga conto dei diversi interessi di tutti gli Stati membri e della diversa natura delle istituzioni finanziarie.
- una maggiore armonizzazione e applicazione coerente delle regole per le istituzioni finanziarie e i mercati in tutta l'Unione europea.
- rafforzare la sorveglianza dei gruppi transfrontalieri.
- promuovere un'azione di vigilanza europea coordinata nell'Unione europea.

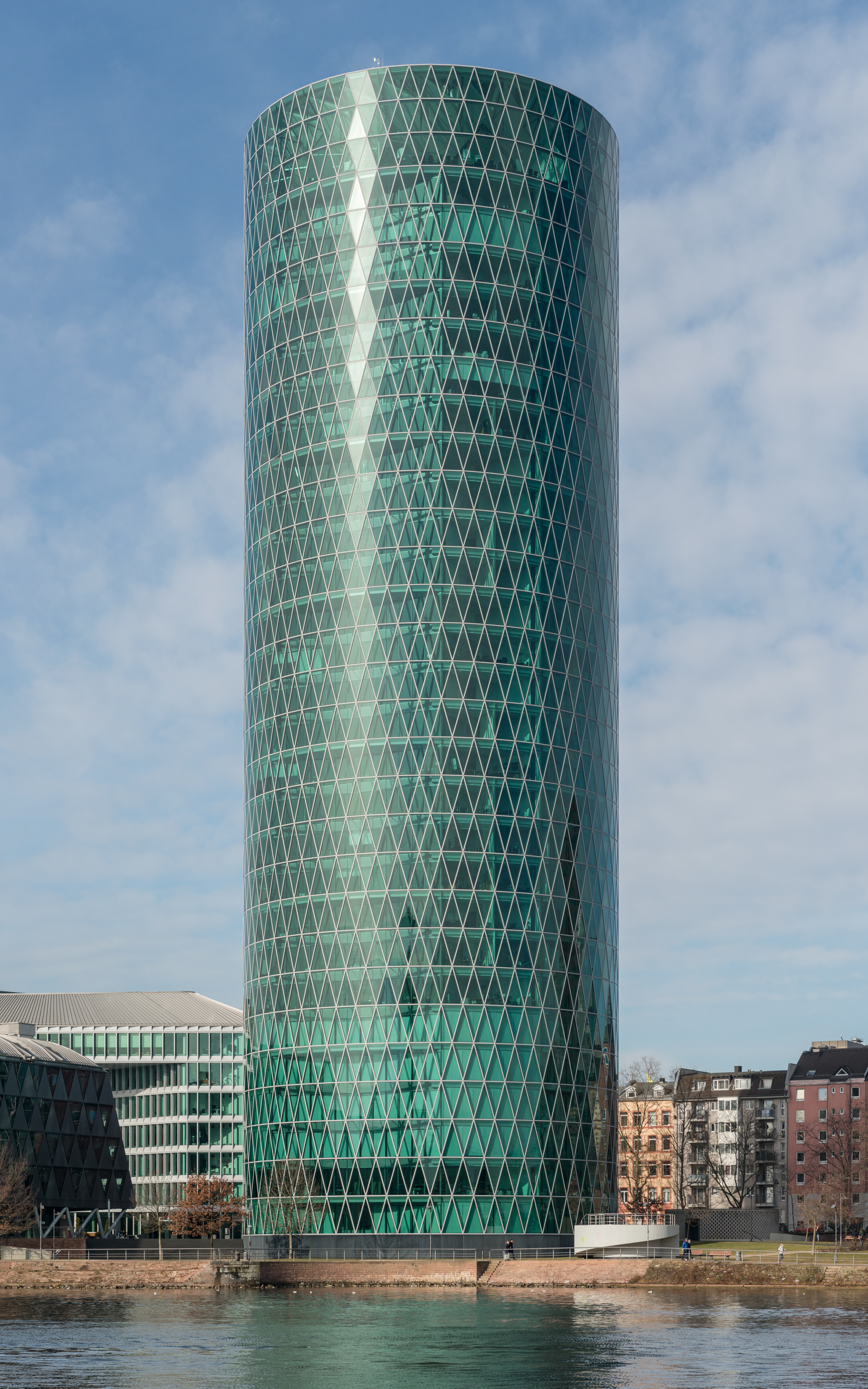
Westhafen Tower a Francoforte, sede della EIOPA

## Ambiti e poteri di intervento
EIOPA conferisce al Consiglio d'Europa e al Parlamento europeo. 

Secondo quanto disposto dalla Direttiva Solvency II, EIOPA trasmette alla Commissione Europea una relazione annuale con le proprie raccomandazione sulla metodologia di calcolo del rischio, del premio assicurativo delle polizze e delle relative franchigie per tutta l'Europa, ad esempio a seguito di eventi climatici come il Terremoto e maremoto del Tōhoku del 2011.
Opera nel vasto settore delle attività delle imprese di assicurazione, delle imprese di riassicurazione, dei conglomerati finanziari, delle istituzioni per la previdenza professionale e degli intermediari assicurativi, in Corporate Governance, revisione contabile e di rendicontazione finanziaria, a condizione che tali azioni da parte dell'autorità siano realmente necessarie per garantire l'effettiva e coerente applicazione di tali atti.
Ad EIOPA è stato anche conferito il potere di:
- stilare norme tecniche di regolamentazione e norme della relativa attuazione (draft regulatory technical standards e implementing technical standards), immediatamente esecutivi,
- emettere linee guida e raccomandazioni,
- assumere decisioni nei confronti di singoli soggetti indirizzate alle autorità competenti, o alle istituzioni finanziarie in casi specifici,
- sviluppare metodologie comuni per valutare l'effetto delle caratteristiche del prodotto e dei processi di distribuzione..

L'attività della EIOPA è disciplinata dal Regolamento UE n. 1094 del 24 Novembre 2010 del Parlamento europeo e del Consiglio, che istituisce un'autorità europea di vigilanza, modificando la Decisione n. 716/2009/CE, e abrogando la Decisione 2009/79/CE della Commissione (GUUE n. L331, di 15 Dicembre 2010), in cui 82 articoli normano obblighi e poteri relativi.

## Organizzazione
La composizione di EIOPA è simile a quella dell'ESMA, cioè un Consiglio di Sorveglianza, un Consiglio di Gestione, un Presidente, un direttore esecutivo, ed una Commissione di Ricorso. 
Oltre ai compiti comuni con l'ESMA, EIOPA è tenuta a promuovere la protezione degli assicurati, dei lavoratori aderenti ai vari tipi di schemi pensionistici, nonché di beneficiari attuali di questi schemi.
L'autorità europea svolge un ruolo di coordinamento sull'operato di vigilanza delle singole autorità nazionali degli Stati membri dell'Unione.